# Савичев, Николай Ильич
Николай Ильич Савичев (1912—1968) — советский работник металлургической промышленности, мастер доменного цеха Магнитогорского металлургического комбината, Герой Социалистического Труда (1958).

## Биография
Родился 12 марта 1912 года в станице Магнитной Российской империи, ныне город Магнитогорск Челябинской области.
С 1928 по 1931 годы обучался в школе ФЗУ в городе Белорецке Башкирской АССР, получил специальность газовщика доменной печи. С сентября 1931 по октябрь 1935 года работал в доменном цехе Магнитогорского металлургического комбината (ММК) — сначала подручным газовщика, затем газовщиком, старшим газовщиком, мастером газового хозяйства цеха. В 1935—1937 годах служил в Красной армии радиотелеграфистом. После службы в армии продолжил работать в доменном цехе мастером газового хозяйства.
Участник Великой Отечественной войны с февраля 1942 года. Служил командиром батареи, начальником штаба артдивизиона. Участвовал в обороне Ленинграда, освобождал Будапешт.
После демобилизации, в 1946 году, Савичев вернулся в Магнитогорск и работал в доменном цеху ММК мастером и затем старшим мастером доменных печей. Принимал участие в решении заводских технологических и технических решений, во внедрении на домнах новационных методов работы.
Умер 24 августа 1968 года в Магнитогорске, похоронен на Правобережном кладбище рядом с женой.

## Награды
- Указом Президиума Верховного Совета СССР от 19 июля 1958 года за выдающиеся заслуги в выполнении производственных заданий по выплавке чугуна награждён орденом Ленина и золотой Звездой Героя Социалистического Труда.
- Также был награждён орденами Ленина, Отечественной войны II степени, Трудового Красного Знамени, Красной Звезды и медалями, среди которых «За трудовую доблесть».[2]